# Sharon Van Etten
Sharon Van Etten, född 26 februari 1981 i Belleville, New Jersey, är en amerikansk singer-songwriter. Hon bor i Brooklyn, New York.
Van Etten växte upp i Nutley, New Jersey där hon läste vid Yantacaw Elementary School. Hon sjöng i kör och studerade klarinett, piano och fiol.
Van Etten debuterade 26 maj 2009 med albumet Because I Was in Love. Hon har utgivit fem album och tre singelskivor.

## Diskografi

### Album
- Because I Was in Love (2009)
- epic (2010)
- Tramp (2012)
- Are We There (2014)
- Remind me tomorrow (2018)
- We’ve Been Going About This Wrong (2022)
- Sharon Van Etten & The Attachment Theory (2025)

### EPs
- Amazon Artist Lounge (2014)
- I Don't Want to Let You Down (2015)